# رود پورناچ
رود پورناچ (انگلیسی: Purnach) یک رودخانه در استان مورمانسک کشور روسیه است.